# Rogatka (Ubrzeż)
Rogatka – część wsi Ubrzeż w Polsce położona w województwie małopolskim, w powiecie bocheńskim, w gminie Łapanów.
W latach 1975–1998 Rogatka należała administracyjnie do województwa tarnowskiego.